# فرودگاه کورناسورن
فرودگاه کورناسورن  (به انگلیسی: Kornasoren Airport) (به زبان بومی: Numfor Airport) یک فرودگاه همگانی با کد یاتا FOO است که یک باند فرود آسفالت دارد و طول باند آن ۱۷۵۵ متر است. این فرودگاه در کشور اندونزی قرار دارد و در ارتفاع ۳ متری از سطح دریا واقع شده است.